# Neobezzia clavipes
Neobezzia clavipes är en tvåvingeart som beskrevs av Wirth och Ratanaworabhan 1972. Neobezzia clavipes ingår i släktet Neobezzia och familjen svidknott. Inga underarter finns listade i Catalogue of Life.